# Albertine, en cinq temps
Albertine, en cinq temps est une pièce de théâtre de Michel Tremblay dont la première a lieu en 1984. Elle met en scène le personnage d'Albertine, un des personnages phares de l'univers de Tremblay.

## Argument
Albertine a 70 ans. Arrivée dans une maison de retraite où on l'abandonne, elle devra faire face à un passé trouble, et revoir le chœur des femmes qu'elle a été : la femme passionnée et pleine d'espoir de ses 30 ans, la femme enragée et dépressive des 40 ans, la femme gourmande de la vie et souriante des 50 ans, et la femme démolie et droguée des 60 ans. Avec Madeleine, « leur » sœur, les cinq Albertine dialoguent entre elles et font le bilan d'une vie brisée par la rage et la déception.
« Albertine, en cinq temps est le chef-d’œuvre de l’auteur des Belles-Sœurs. On y trouve, dans le tissu d’un seul personnage, l’ensemble de la tragédie "tremblayenne", et si cette pièce est si forte, si importante – et reprise dans toute sa plénitude –, c’est que Tremblay a su avec une maestria prodigieuse (fantastique chassé-croisé d’une femme avec ses différentes elles-mêmes) arquer définitivement sa pièce entre la pureté de la tragédie grecque et la déliquescence de la tragédie beckettienne. »
— Robert Lévesque, Le Devoir, 11 octobre 1995.

## Création
Albertine, en cinq temps est créée le 12 octobre 1984 par le Centre national des arts à Ottawa, en collaboration avec le Théâtre du Rideau Vert, dans une mise en scène de André Brassard. La distribution originale est composée de Huguette Oligny, Gisèle Schmidt, Amulette Garneau, Rita Lafontaine, Muriel Dutil et Paule Marier.
Avec à nouveau une mise en scène d'André Brassard, elle est jouée au Studio des Champs-Elysées à Paris en 1988.

## Adaptation télévisuelle
En 2000, après le succès de la nouvelle production de 1995 à l'Espace Go, la pièce fait l'objet d'une adaptation télévisuelle, mise en scène par Martine Beaulne et réalisée par André Melançon. La distribution est la suivante :
- Albertine à 30 ans : Macha Limonchik
- Albertine à 40 ans : Élise Guilbault
- Albertine à 50 ans : Sophie Clément
- Albertine à 60 ans : Andrée Lachapelle
- Albertine à 70 ans : Monique Mercure
- Madeleine : Guylaine Tremblay

## Source
Michel Tremblay, Albertine, en cinq temps, Léméac Éditeur, 1999, 102 p.